# Partida doble

El registro, que en la portada lleva el encabezado “Mastrino”, presenta una primera parte con páginas divididas en orden alfabético por agenda, para registrar nombres y direcciones, y una segunda organizada según el modelo de partida doble, donde se registran entradas y salidas, mercancías en cuenta de venta y evolución del presupuesto.

La partida doble o contabilidad de doble entrada es el método más generalizado de la contabilidad moderna. Consiste en realizar una doble anotación, una en una cuenta donde entra el importe o débito (el debe) y otra en la que sale (el haber). Esto quiere decir que en todo asiento contable la suma de los débitos debe ser igual a la suma de los créditos. La partida doble fue gestada por contables toscanos ya desde el siglo XIII,aunque el sistema en su forma completa moderna apareció más tarde en el siglo XIV o XV con los libros de los Massari de Génova o de Andrea Barbarigo.
Según la definición debida a Raymond de Roover,la cual es una de las más aceptadas, '"la contabilidad por partida doble debe su nombre al hecho de que cada asiento del diario  da lugar a la inscripción de dos partidas o asientos en el libro  mayor, una  de ellas al debe y la otra al haber. Pero, esta condición no es suficiente por sí misma: es necesario también que el importe asentado en el  debe sea igual que el asentado en el haber y que  todas las cantidades estén expresadas en la misma unidad monetaria que sirva de medida común. En consecuencia, cuando se sume el debe y el haber del libro mayor, los totales deberán ser necesariamente iguales, si las anotaciones han sido efectuadas con exactitud". Por lo tanto, no basta que las cuentas se presenten en dos columnas: cada partida en el debe tiene que tener su contrapartida en el haber.
En este método se distinguen asimismo cinco categorías de cuentas: cuentas de personas, de valores, de gastos, de resultados y de capital.Todas ellas dan lugar al balance, que refleja el equilibrio entre el activo y pasivo.
Ante los modernos sistemas de procesamiento de datos, se sostiene la conveniencia de separar los conceptos activo, pasivo y resultado en sendas columnas, para convertir el diario en un soporte con calidad informática.

## Historia
Entre los años 3300 a 3200 antes de Cristo, se originaron los primeros vestigios de organización bancaria, situada en el Templo Rojo de Babilonia donde se recibían depósitos y ofrendas que se prestaban con intereses. Hacia el año 3623 a. C., en el Antiguo Egipto, los faraones tenían escribas que por órdenes superiores, anotaban las entradas y los gastos del soberano debidamente ordenados. Por el año 1750 a. C. Hammurabi, que reinaba en Babilonia, realiza la célebre codificación que lleva su nombre y en ella se menciona la práctica contable. Por el siglo X a. C., la legislación de Salomón, establece jurídicamente que el consejo nombrase por sorteo entre sus miembros, diez legistas para construir el “Tribunal de Cuentas”, destinado a encomendar a funcionarios diversos servicios administrativos que debían rendir cuentas anualmente.
Hacia el año 500 antes de Cristo, había leyes en Grecia que imponían a los comerciantes la obligación de llevar determinados libros, con la finalidad de anotar las operaciones realizadas. Entre los años 356 al 323 antes de Cristo, período de apogeo del imperio de Alejandro Magno, el mercado de bienes creció de tal manera hasta cubrir la península balcánica, Egipto y una gran parte del Asia Menor, originando ejercitar un adecuado control sobre las operaciones por medio de anotaciones.

## Principios de los asientos contables
Este método para registrar operaciones contables se basa en una serie de principios fundamentales que fueron desarrollados por Luca Pacioli y que establecen que en cada asiento
- El que recibe es el deudor y el que entrega es el acreedor.
- No hay deudor sin acreedor ni acreedor sin deudor.
- La suma de los valores que entran deben ser igual a los que salen.
- El deudor (que debe) existe porque hay un acreedor (que entrega).

El reflejo práctico de este método son los libros diario y mayor, así como el balance compuesto de un activo y un pasivo. De esta forma, el asiento contable es la forma de anotar operaciones en el diario y tiene un debe (a la izquierda) y un haber (a la derecha). Toda anotación en un lado tiene una contrapartida en el otro. El mayor, con el mismo formato, recoge todas las operaciones de una misma cuenta.

## Asiento compuesto
Se presenta cuando en el registro se afectan más de 2 cuentas que pueden ser una deudora y dos más cuentas acreedoras, o 2 más cuentas deudoras y una acreedora. Ejemplo: una venta de mercancía por 820 000 $ por la que se reciben 200 000 $ al contado y el saldo a crédito. El asiento compuesto también se refiere a la distribución de registros contables en el tiempo cuando se realizan por ejemplo ventas a crédito y afecta más de un período contable. En el caso de los registros "Crédito" para los asientos compuestos, se pueden desagregar por los impuestos que apliquen; para el ejemplo anterior: Venta por 820 000 $, más Impuesto al Valor Agregado 155 800 $ (Tarifa del 19 %) para un total de créditos de 975 800 $.

## Procedimientos para registrar las operaciones mercantiles
El proceso es para registrar correctamente una operación mercantil es el siguiente:
·        Identificar las cuentas que se afectan según el tipo de transacción.
·        Determinar las cuentas que se debitan y las que se acreditan.
Ejemplo:
Ventas de mercancías al contado por 1 500 000 $:
¿Qué se vende? Mercancía = cuenta Comercio por mayor y menor.
¿Cómo se vende? Al contado = cuenta Caja